# Bahía San Andrés
Bahía San Andrés (en inglés: Saint Andrews Bay) es una ensenada de 3,2 km (2 millas) de ancho, ubicada en la costa norte de la isla San Pedro del archipiélago de las islas Georgias del Sur, en cercanías al sur del Monte Bolo. Probablemente fue avistado por primera vez por la expedición británica bajo James Cook, que exploró la costa norte de Georgia del Sur en 1775. El nombre se remonta a por lo menos el año 1920 y está ahora bien establecida. En las cartas donde se utilizan abreviaturas, el nombre puede ser abreviado a St. Andrews Bay. 
La especie pingüino rey forman grandes colonias de cría, en donde se asientan más de 100 000 ejemplares de este tipo. Debido a que el ciclo de reproducción es larga, las colonias están ocupados continuamente. 
En cercanía del lugar se asienta el Glaciar Ross, que está en proceso de retrocedimiento y dejando una playa de grava a su paso. Glaciar Heaney y el Glaciar Cook también están en las cercanías de la bahía.

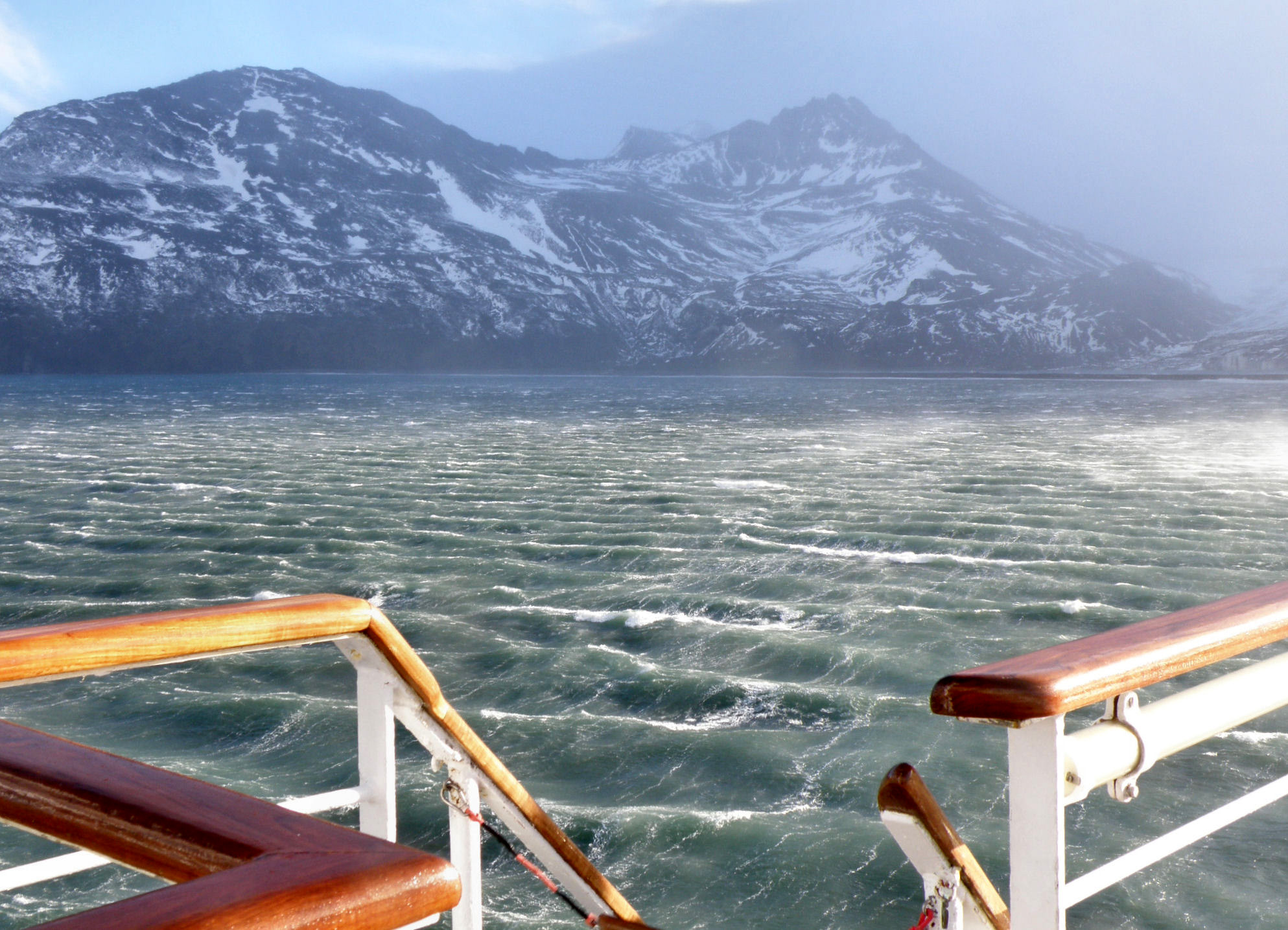
Viento catabático en las costas de la bahía.

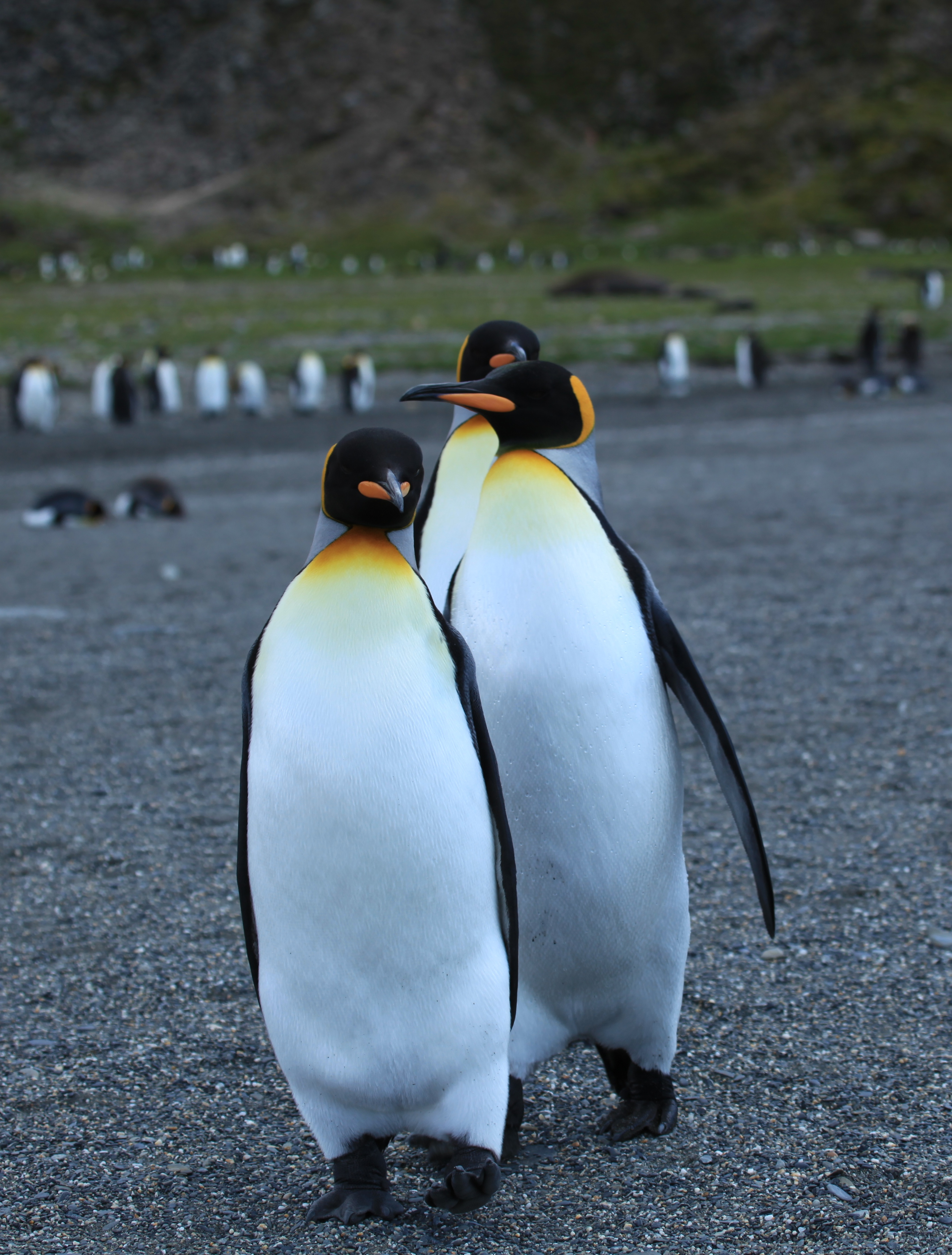
Pingüinos rey en la costa de San Pedro.

## Descripción
Bahía San Andrés es una amplia bahía, bien expuesta, al sur de la cordillera de San Telmo. Su arena gris oscuro se extiende de norte a sur en una longitud de 3 kilómetros. Detrás de la playa, la bahía se encierra por el oeste con los glaciares Cook, Buxton y Heaney.
La eliminación del glaciar Cook ha dejado a su pie una gran laguna de agua de deshielo que fluye hacia el mar por un canal. Las aguas de los otros dos glaciares forman torrentes cuya ruta varía con las estaciones.
El extremo norte de la playa está protegida por un promontorio rocoso llamado Punta Clark rodeada de coral cubiertos de algas. Aquí es donde la playa se encuentra el punto de desembarque de pasajeros en los cruceros obligatorio. Un refugio fue construido en el norte de la planicie frente al aterrizaje.
Debido a la presencia de tres glaciares y su altitud , la bahía está frecuentemente expuesta a vientos catabáticos que puede exceder de unos pocos minutos los 200 km/h.

## Fauna
La playa en la bahía concentra las especies comunes en la costa de los mamíferos marinos de la isla San Pedro, mientras que la pingüinera (área protegida) de pingüinos rey se encuentra a los pies del Glaciar Cook. Están allí en uno de sus sitios de reproducción principal de la isla con cientos de miles de parejas. Debido al ciclo reproductivo no es anual, la colonia está continuamente ocupada.
Debido a su relativa accesibilidad desde dentro de la isla, también hay renos, anteriormente importadas por especies balleneros noruegos.

## Flora
La llanura minimalista y húmeda está salpicado de matas de Tussok y pastito de invierno. Laderas costeras más pronunciadas de Punta Clark que son inaccesibles a los renos han proporcionado más vegetación, hogar de los albatros tiznado entre otros.